# Boto (Wonosari)
Boto is een bestuurslaag in het regentschap Klaten van de provincie Midden-Java, Indonesië. Boto telt 2526 inwoners (volkstelling 2010).